# جراح‌ماهی زرد
جراح‌ماهی زرد با نام علمی (Zebrasoma flavescens) یکی از شناخته‌شده‌ترین ماهیان آب شور است. این گونه در سراسر دنیا در میان آکواریوم‌داران بسیار محبوب می‌باشد.
جراح‌ماهی زرد یکی از معروف‌ترین و زیباترین جراح‌ماهیان آکواریوم‌های مرجانی بوده و از نظر شفافیت رنگی یکی از بهترین ماهیان آب شور محسوب می‌شود. گونه‌های بالغ تا ۲۰ سانتی‌متر از نظر درازی بدنی و ۱ تا ۲ سانتی‌متر قطر بدنی رشد کنند. نرها عموماً از ماده‌ها بزرگ‌تر هستند. این ماهی به رنگ زرد کاملاً شفاف بوده که در هنگام شب‌ رنگ زرد بدن کم رنگ‌تر شده و هاله‌ای از رنگ قهوه‌ای همراه با نوار سفید کمرنگی در میانهٔ بدنش ایجاد می‌شود. این نوار سفید را گهگاه در هنگام روز نیز می‌توان دید.
جراح‌ماهی بدنی بیضی شکل با دهانی پوزه‌مانند داشته که در تغذیه از جلبک‌ها مورد استفاده قرار می‌گیرد. این ماهی تیغهٔ تیزی در ابتدای بالهٔ دمی خود دارد که جهت دفاع از خود به کار می‌برد. این ماهی به دلیل فعال بودن و مقاومت و سازگاری بالا در شرایط اسارت مورد علاقهٔ تمام آکواریوم‌داران در تمام سطوح قرار دارد. به جز هم‌گونه‌های خود رفتاری آرام و صلح‌طلبانه با سایر ماهیان آکواریومی دارد.
جهت تغذیهٔ این ماهی از مقدار فراوان غذاهای گیاهی و جلبک‌های دریایی در آکواریوم استفاده شود که در سلامت و رنگ آن تأثیرگذار است. هر چند در محیط بسته از غذاهای آماده و گوشتی نیز تغذیه می‌کند. در محیط طبیعی این ماهی از انواع جلبک‌ها و گیاهان دریایی تغذیه می‌کند. جراح‌ماهی زرد به خدمت‌رسانی به لاک‌پشت‌های دریایی و پاک کردن جلبک‌های مزاحم از بدن آن‌ها نیز می‌پردازند.

## زیستگاه اصلی

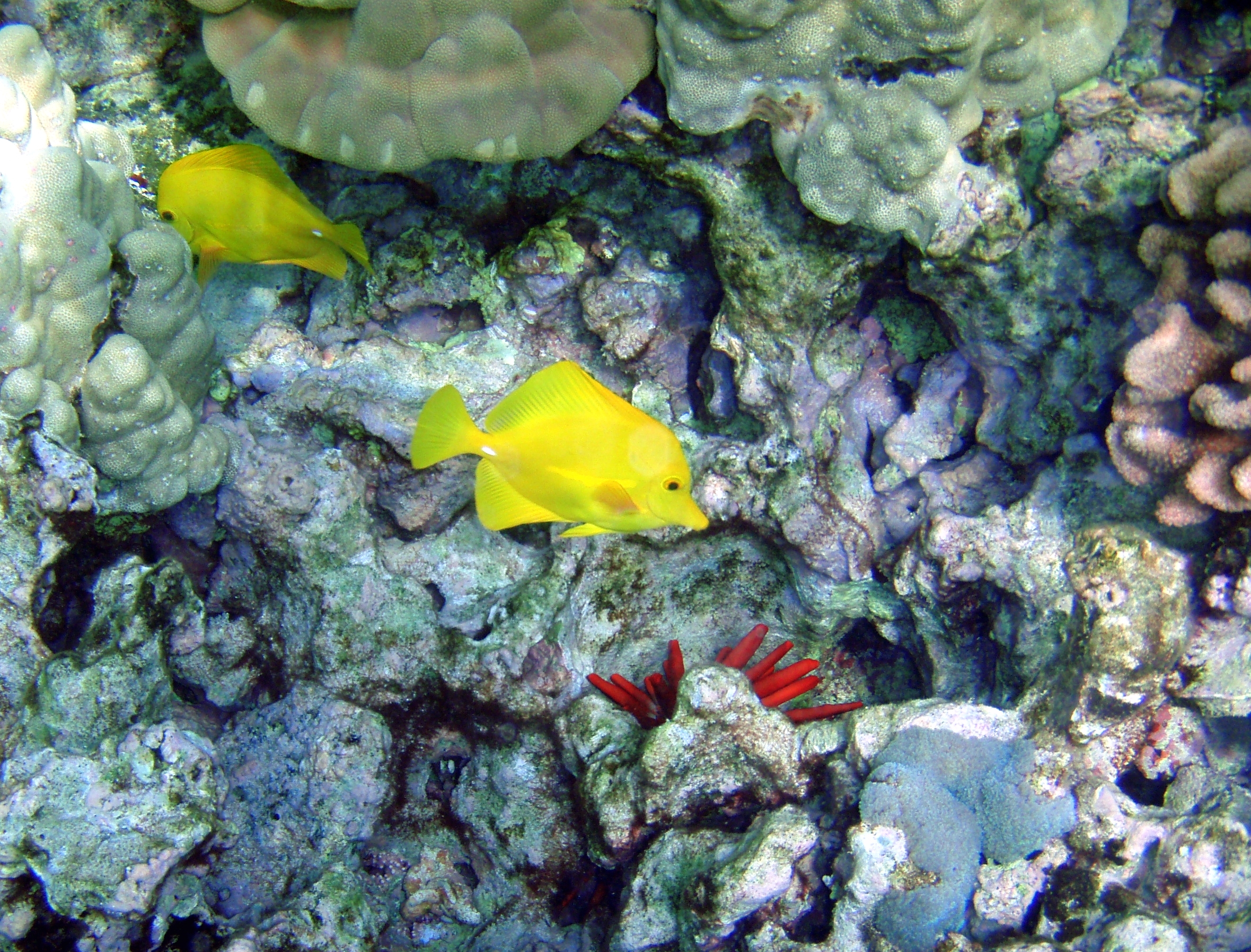
جراح‌ماهی زرد در زیستگاه طبیعش در هاوایی

جراح ماهیان زرد را می‌توان در مناطق مرجانی با عمق ۲ تا ۴۶ متر در منطقه اقیانوس ارام، هند، شرق ژاپن و غرب هاوایی یافت. بیشتر جراح ماهیان زرد از منطقه هاوایی (حدود ۷۰ درصد) صید می‌شوند لذا این ماهی گاه به نام جراح هاوایی نیز نامیده می‌شود.

## نگهداری در آکواریوم

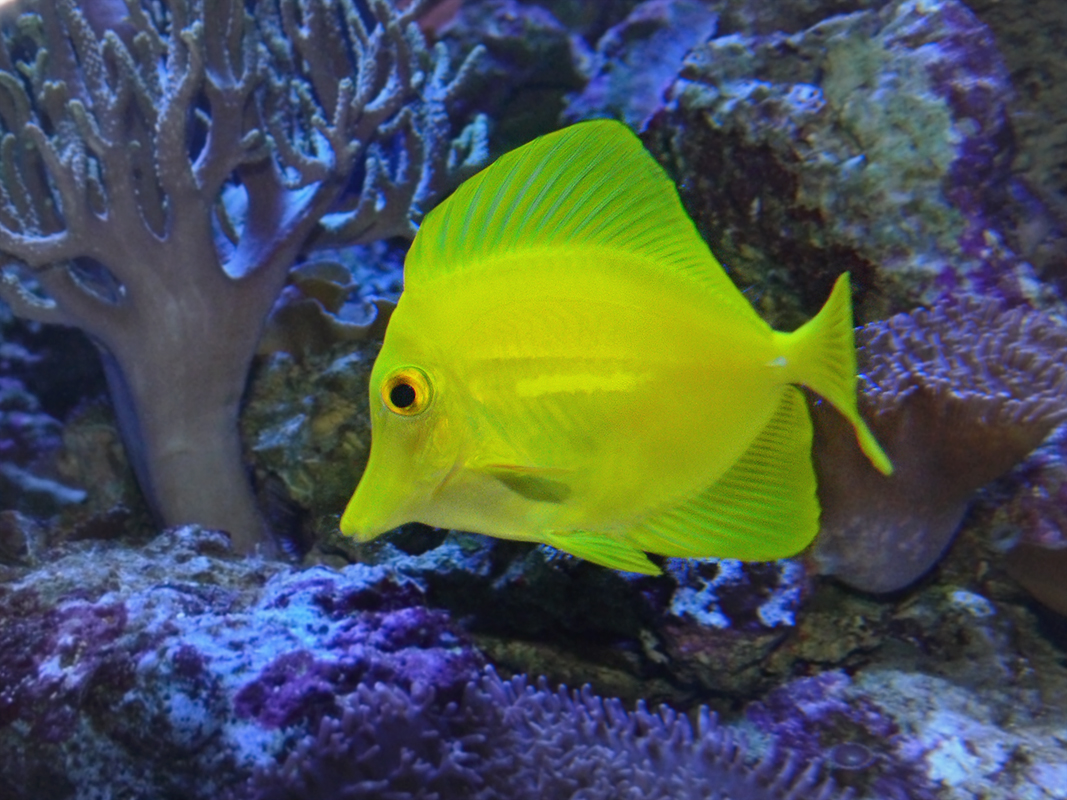
در آکواریوم

برای نگهداری آن به آکواریومی با حداقل ۷۵ گالن گنجایش، مخفیگاه‌های فراوان، فضای شنای زیاد و نور مناسب نیاز است.
جراح‌ماهیان زرد به صورت گسترده در آکواریوم نگهداری می‌شوند و در محیط بسته تا ۲۰ سانتی‌متر رشد می‌کنند. عمر آن‌ها تا ۳۰ سال در طبیعت ثبت شده‌است. در اسارت در آکواریوم عمری حداقل ۲ تا ۵ سال و در آکواریوم‌های بزرگ تا ۲۰ سال دارند و به‌طور میانگین میان ۵ تا ۱۰ سال در اسارت زنده می‌مانند. هرچند گاه ممکن است به دلیل شرایط نامناسب و نگهداری غلط در ماه‌های نخست بمیرند.
جراح زرد جز ماهیان نیمه‌مهاجم به حساب می‌آید و می‌توان از آن در آکواریوم همراه سایر ماهیان نیمه‌مهاجم نگهداری کرد. رفتار جراح زرد با سایر جراح‌ماهیان به خصوص از گونهٔ «Zebrasoma» تهاجمی بوده و در صورت نگهداری در کنار سایر هم گونه‌ها به آکواریومی با بیش از ۱۵۰ گالن آب نیاز است.
جراح‌ماهی زرد نیز مانند سایر جراح‌ماهی‌ها حساس به بیماری سفیدک است هر چند نسبت به سایر جراح ماهیان مقاومت بیشتری دارد. در صورتی که هنگام معرفی این ماهی به آکواریوم نو از شک دمایی جلوگیری شود و استرس زیادی وارد نشود احتمال ابتلا به بیماری بسیار کمتر خواهد بود.